# Цетињски октоих
Цетињски октоих првогласник, односно Цетињски осмогласник од првог до четвртог гласа, најстарија је српска штампана књига која је објављена 4. јануара 1494. године у Штампарији Црнојевића на Цетињу.

## Археографски опис
Реч је о октоиху првогласнику (I-IV глас), димензија 254 * 186 mm и обима 269 листова (538 страна). Штампан је на папиру у две боје (црна и црвена), у стилу ренесансе. Украшен иницијалима и заставицама, на насловној страни заставица са укомпонованим грбом Црнојевића и иницијалом П. Штампање и украшавање Октоиха првогласника извело је седам монаха под будним оком јеромонаха Макарија у Ободској штампарији. Штампарија је позната као Штампарија Црнојевића, прва српска и јужнословенска ћирилична штампарија и прва државна штампарија у свету. Октоих је штампан у релативно великом броју, од чега је до данас сачувано 105 примерака. То указује жељу издавача да књига буде дистрибуирана и у околне крајеве.
Иницијатор штампања Октоиха, што се види из колофона је Иванов син Ђурађ који се на челу Црне Горе налашао после смрти свог оца.
У предговору и колофону Октоиха првогласника Ђурађ говори устима свог штампара и рукоделника Макарија, да га и на штампање те књиге нагони љубав према цркви и туга због велике пустоши коју су Турци нанели, поред осталог, управо манастирским, црквеним библиотекама. "Виђевши... цркве без светих књига што су их агаренска чеда усљед гријехова наших разграбила и поцијепала, уз ревновнах уз помоћ светог Духа и саставих форме на којима за годину дана осморица људи израдише Октоих прва четири гласа, на славослов Богу укрепитељу нашем"... Црна Гора је остала без књига и Ђурађ Црнојевић користи проналазак штампе да тај недостатак у последњем часу државне самосталности бар донекле отклони.
Поред Цетињског октоиха првогласника на Цетињу је у исто време штампан и Цетињски октоих петогласник (V-VIII глас), који је сачуван у свега неколико непотпуних примерака.

## Занимљивости
Лист „Оногошт“ у броју 27. из 1899. године доноси писмо из Загреба, (данашња Хрватска), гдје тадашњи премијер Велике Британије Вилијам Гледстон износи мишљење да су Срби имали на Ободу штампарију прије Оксфорда и других сличних научних центара у Европи.